# FK Smederevo 1924
Pour les articles homonymes, voir FKS.
Maillots
Dernière mise à jour : 9 juin 2025.
Le Fudbalski Klub Smederevo 1924 (en serbe : Фудбалски Клуб Смедерево 1924), plus couramment abrégé en FK Smederevo 1924, est un club serbe de football fondé en 1924 et basé dans la ville de Smederevo.

## Histoire
Sur la suggestion de l'ingénieur en chef Ernest Radlinski, le club a été fondé le 6 mai 1924 par le SARTID (Srpsko akcionarsko rudarsko topioničarsko industrijsko društvo) sous le nom de FK Sartid. 
Au cours de son histoire, le club a beaucoup changé de nom, mais a été appelé FK Smederevo de manière régulière depuis sa création.
La 1re participation du club à une Coupe d'Europe à eu lieu durant la 32e édition de la ligue Europa (Coupe UEFA 2002-2003).
Après avoir perdu la finale de la coupe nationale contre l’Étoile Rouge de Belgrade en 2002, le club a remporté la compétition contre le même adversaire en 2003. À l'été 2004, le club a changé de nom pour redevenir le FK Smederevo.
Le joueur le plus connu est l'ancien capitaine de l'équipe, Goran Bogdanović. Il a pris sa retraite après la saison 2003-2004.
Durant l'été 2014, le FK Smederevo a fusionné avec le FK Seljak de Mihajlovac pour former le FK Semendrija 1924. En janvier 2015, le club a changé son nom pour FK Smederevo 1924. Ils ont terminé à la 7e place du groupe régional Ouest du championnat de Serbie de football de troisième division 2014-2015.
Lors de la saison 2018-2019, le FK Smederevo 1924 a terminé à la première place du groupe régional Ouest serbe et a été promu en deuxième division du championnat de Serbie de football.

## Bilan sportif

### Palmarès
| Anciennes compétitions                                                              |
| ----------------------------------------------------------------------------------- |
| - Coupe de Serbie-et-Monténégro (1) : - Vainqueur : 2002-03. - Finaliste : 2001-02. |

### Bilan par saison
| Saison    | Championnat | Championnat | Championnat | Championnat | Championnat | Championnat | Championnat | Championnat | Championnat | Championnat | Coupe de Serbie     |
| Saison    | Division    | Pos         | Pts         | J           | V           | N           | D           | BP          | BC          | Diff        | Coupe de Serbie     |
| --------- | ----------- | ----------- | ----------- | ----------- | ----------- | ----------- | ----------- | ----------- | ----------- | ----------- | ------------------- |
| 2006-2007 | 1re         | 8e          | 43          | 32          | 12          | 7           | 13          | 33          | 40          | -7          | Seizièmes de finale |
| 2007-2008 | 1re         | 10e         | 36          | 33          | 10          | 6           | 17          | 33          | 44          | -11         | Huitièmes de finale |
| 2008-2009 | 2e          | 2e          | 66          | 34          | 19          | 9           | 6           | 47          | 44          | +3          | Quarts de finale    |
| 2009-2010 | 1re         | 10e         | 34          | 30          | 8           | 10          | 12          | 23          | 30          | -7          | Quarts de finale    |
| 2010-2011 | 1re         | 10e         | 35          | 30          | 8           | 11          | 11          | 24          | 31          | -7          | Huitièmes de finale |
| 2011-2012 | 1re         | 13e         | 29          | 30          | 9           | 2           | 19          | 22          | 42          | -20         | Quarts de finale    |
| 2012-2013 | 1re         | 16e         | 15          | 30          | 3           | 6           | 21          | 18          | 53          | -35         | Huitièmes de finale |
| 2013-2014 | 2e          | 16e         | 31          | 30          | 8           | 7           | 15          | 26          | 38          | -12         | Seizièmes de finale |
| 2014-2015 | 3e Ouest    | 7e          | 44          | 30          | 12          | 8           | 10          | 39          | 35          | +4          | Seizièmes de finale |
| 2015-2016 | 3e Ouest    | 3e          | 52          | 30          | 16          | 4           | 10          | 46          | 33          | +13         | —                   |
| 2016-2017 | 3e Ouest    | 7e          | 39          | 30          | 11          | 6           | 13          | 33          | 27          | +6          | —                   |
| 2017-2018 | 3e Ouest    | 3e          | 64          | 34          | 19          | 7           | 8           | 60          | 31          | +29         | —                   |
| 2018-2019 | 3e Ouest    | 1er         | 64          | 30          | 19          | 8           | 3           | 46          | 18          | +28         | —                   |
| 2019-2020 | 2e          | 16e         | 22-10       | 30          | 9           | 5           | 16          | 27          | 47          | -20         | —                   |
| 2020-2021 | 3e Ouest    | en cours    | en cours    | en cours    | en cours    | en cours    | en cours    | en cours    | en cours    | en cours    | Seizièmes de finale |

Légende
- Promotion en division supérieure.
- Relégation en division inférieure.

### Bilan européen
Note : dans les résultats ci-dessous, le score du club est toujours donné en premier.
| Saison    | Compétition     | Tour              | Club          | Domicile | Extérieur | Total  |
| --------- | --------------- | ----------------- | ------------- | -------- | --------- | ------ |
| 2001      | Coupe Intertoto | Premier tour      | Dundee FC     | 5 - 2    | 0 - 0     | 5 - 2  |
| 2001      | Coupe Intertoto | Deuxième tour     | Munich 1860   | 2 - 3    | 0 - 3     | 3 - 6  |
| 2002-2003 | Coupe UEFA      | Tour préliminaire | Bangor City   | 2 - 0    | 0 - 1     | 2 - 1  |
| 2002-2003 | Coupe UEFA      | Premier tour      | Ipswich Town  | 0 - 1    | 1 - 1     | 1 - 2  |
| 2003-2004 | Coupe UEFA      | Tour préliminaire | FK Sarajevo   | 3 - 0    | 1 - 1     | 4 - 1  |
| 2003-2004 | Coupe UEFA      | Premier tour      | Slavia Prague | 1 - 2    | 1 - 2     | 2 - 4  |
| 2004      | Coupe Intertoto | Premier tour      | UE Sant Julià | 3 - 0    | 8 - 0     | 11 - 0 |
| 2004      | Coupe Intertoto | Deuxième tour     | Dinamo Minsk  | 1 - 3    | 2 - 1     | 3 - 4  |
| 2005      | Coupe Intertoto | Premier tour      | Pobeda Prilep | 0 - 1    | 1 - 2     | 1 - 3  |

Légende
- Victoire ou qualification pour le tour suivant
- Match nul
- Défaite ou élimination de la compétition

## Personnalités du club

### Présidents du club
- Dejan Živanović

### Entraîneurs du club
| - Branko Radović (1998) - Boško Antić (1998 - 1999) - Ivan Golac (1999) - Milenko Kiković (2000) - Slobodan Dogandžić (2000) - Jovica Škoro (2000 - 2003) - Milenko Kiković (2003) - Ratko Dostanić (2003) - Zvonko Varga (2004) - Milenko Kiković (2004) - Tomislav Sivić (2005) - Jaume Bauzà (2005 - 2006) | - Mihailo Ivanović (2006 - 2007) - Goran Milojević (2007) - Radmilo Ivančević (2007 - 2008) - Dragan Đorđević (2008 - 2009) - Blagoje Paunović (2009 - 2010) - Dragan Đorđević (2010 - 2012) - Aleksandar Janjić (2012) - Miloš Velebit (2012 - 2013) - Ljubomir Ristovski (2013) - Radovan Radaković (2013) - Branko Smiljanić (2013) - Mile Tomić (2013 - 2014) | - Nemanja Smiljanić (2014) - Dragan Paunović (2014 - 2016) - Mihailo Ivanović (2016) - Milorad Zečević (2016 - 2018) - Ljubiša Stamenković (2018) - Zoran Vujičić (2018 - 2019) - Nikola Puača (2019) - Nebojša Vučićević (2019) - Ognjen Koroman (2019 - 2020) - Nebojša Maksimović (2020) - Igor Savić (2020 - ) |

## Identité visuelle

Ancien logo (1992-2004)